# 柃木蚜
柃木蚜（学名：Metopolophium euryae）为常蚜科柃木蚜屬下的一个种。